# Eiga Pretty Cure All Stars - Haru no carnival
Eiga Pretty Cure All Stars - Haru no carnival♪ (映画 プリキュアオールスターズ 春のカーニバル♪?, Eiga Purikyua Ōru Sutāzu Haru no kānibaru♪, Eiga Precure All Stars Haru no carnival♪, lett. "Pretty Cure All Stars - Il film: Il carnevale di primavera♪") è un film del 2015 diretto da Junji Shimizu.
È il diciottesimo film d'animazione tratto dal franchise Pretty Cure di Izumi Tōdō. Il film vede per personaggi principali tutte le Pretty Cure fino alla dodicesima serie (esclusa Cure Scarlet), per un totale di quaranta protagoniste femminili, anche se non tutte parlano.

## Trama
Mentre parlano tra loro di un imminente esame di canto al quale devono partecipare, Haruka, Minami e Kirara, insieme a Pafu e Aroma, ricevono l'invito a festeggiare l'arrivo della primavera nella terra di Harmonia. Assieme a tutte le altre Pretty Cure, vengono accolte da Odoren e Utaen, che chiedono a tutte le ragazze di preparare delle esibizioni per mostrare l'affetto che provano nei confronti dei loro partner fatati: le prime a esibirsi sono Love, Miki, Inori e Setsuna, per concludere con Megumi, Hime, Yuko e Iona. Tra un'esibizione e l'altra, le fatine vengono separate dalle Pretty Cure e fatte prigioniere da Odoren e Utaen, i quali allo stesso tempo rubano tutti gli oggetti di trasformazione delle guerriere, rivelando alla fine di essere dei ladri il cui intento è rubare tutto ciò che possono nel mondo per farlo cadere sotto il loro dominio. Per questo motivo, i due rinchiudono gli oggetti di trasformazione in una cassaforte, distruggendo la chiave e separando tutte le guerriere. Non sapendo cosa fare, Haruka inizia a cantare con la volontà di trovare una soluzione alla difficile situazione, riuscendo insieme a Minami e Kirara a far nascere tre nuove Dress-Up Key con cui aprono la cassaforte e restituiscono alle guerriere la possibilità di trasformarsi. Una volta libere, le Pretty Cure s'imbattono in un enorme drago viola, il protettore di Harmonia, che osserva annualmente tutte le coreografie eseguite in onore della primavera; non avendo approvato l'operato di Odoren e Utaen, il drago vuole vendicarsi distruggendo Harmonia, ma le tre Princess Pretty Cure si trasformano grazie alle nuove Dress-Up Key e purificano il drago, che chiede loro di esibirsi davanti a lui. Una volta tornata a casa, Haruka si sente più motivata a partecipare all'esame canoro, che fino a quel momento la intimidiva, perché sa di avere il sostegno di tutte le sue amiche e che un'esibizione fatta con il cuore non può che portare felicità.

## Personaggi esclusivi del film
Odoren (オドレン?, Odoren)
È alto e magro, indossa un cappello con una grande piuma gialla, un mantello nero e usa il bastone. Si fa definire "il Grande Ladro". Il suo obiettivo è rubare più cose possibili in tutto il mondo per farlo cadere sotto il suo potere. Per adempiere al suo proposito, deve bloccare le protettrici del pianeta Terra, le Pretty Cure, e per fare questo ruba i loro oggetti di trasformazione. Ha una spalla, Utaen. Alla fine, dopo che i suoi piani di conquista falliscono, lo si vede lavorare all'interno del castello di Harmonia come bidello insieme al suo amico. Il suo nome deriva dalla parola odori, che in giapponese significa "ballo".
Utaen (ウタエン?, Utaen)
Spalla di Odoren, che stima e apprezza con tutto se stesso, è basso e grassottello, ha una coda da procione e il suo stile è molto simile a quello utilizzato nel 1800. Pur essendo un po' maldestro, esegue tutti gli ordini che gli vengono assegnati, infatti è proprio lui che ruba i partner e gli oggetti di trasformazione alle Pretty Cure. Il suo nome deriva dalla parola uta, che in giapponese significa "canto".
Re (王様?, Ō-sama) & Principessa (王女様?, Ōjo-sama) di Harmonia
Sono la famiglia reale di Harmonia. Odoren e Utaen li imprigionano per attuare il loro piano di conquista, ma vengono successivamente liberati dalle Pretty Cure.
Ministro (大臣?, Daijin) di Harmonia
È il ministro al servizio di Harmonia. Odoren e Utaen lo imprigionano insieme al re e la principessa per attuare il loro piano di conquista, ma viene successivamente liberato dalle Pretty Cure.
Divinità protettrice (守り神?, Mamorigami)
È la divinità protettrice di Harmonia, dalle sembianze di un enorme drago viola, che giudica le performance annuali in occasione dell'arrivo della primavera. A causa di Odoren e Utaen, tenta di distruggere Harmonia, ma viene purificato dalle Pretty Cure.
Dorobon (ドロボーン?, Dorobōn)
Sono dei combattenti dalle sembianze di bambole di paglia al servizio di Odoren e Utaen.
Haruna (ハルナ?, Haruna), Ayumi (アユミ?, Ayumi) & Sakura (サクラ?, Sakura)
Sono tre fatine di Harmonia che assomigliano rispettivamente a un'ape, a un gatto e a un gufo.

## Oggetti magici
Primavera Dress-Up Key (プリマヴェーラドレスアップキー?, Purimavēra Doresu Appu Kī)
È la nuova Dress-Up Key che ricevono Cure Flora, Cure Mermaid e Cure Twinkle grazie alla loro performance e alla loro forza di volontà di aiutare le altre Pretty Cure intrappolate per salvare la cerimonia.
In Giappone, quando è uscito il film, le All Stars Dress-Up Key sono state realmente distribuite al pubblico nelle sale.

## Trasformazioni e attacchi
- Double Punch (ダブル・パンチ?, Daburu Panchi): è l'attacco combinato di Cure Lovely e Cure Flora. Le due Pretty Cure frantumano un muro con un pugno.

- Rainbow Tornado (レインボー・トルネード?, Reinbō Torunēdo): è l'attacco delle Princess Pretty Cure eseguito grazie alla Primavera Dress-Up Key. Dopo aver ricevuto anche il potere dalle altre guerriere ed essersi trasformate nella loro Mode Elegant, le tre Pretty Cure generano un enorme fascio di luce colore arcobaleno che colpisce e purifica il nemico.

## Luoghi
Harmonia (ハルモニア?, Harumonia)
È il regno in cui si svolgono ogni anno diverse celebrazioni per festeggiare l'arrivo della primavera. È protetta da una divinità.

## Colonna sonora
| Nº | Titolo CD | Numero tracce | Data uscita     |
| -- | --- | ------------- | --------------- |
| 1  | Ima koko kara (イマココカラ?) | 4             | 11 marzo 2015   |
| 2  | Eiga Precure All Stars - Haru no carnival♪ - Original Soundtrack (映画 プリキュアオールスターズ 春のカーニバル♪ オリジナル・サウンドトラック?) | 26            | 11 marzo 2015   |
| 3  | Precure eiga shudaika Collection 3 (プリキュア映画主題歌コレクション３?)                                                                       | 26            | 31 ottobre 2018 |

### Sigle e canzoni utilizzate
Il film non ha la sigla iniziale. È presente invece quella finale, composta da Hideaki Takatori con il testo di Kumiko Aoki, il cui video mostra anche bambini veri da varie parti del mondo esibirsi nella coreografia.
Sigla di chiusura
- Ima koko kara (イマココカラ?), cantata dalle Morning Musume '15

Nel film ogni gruppo di Pretty Cure esegue una coreografia sulla sigla finale o iniziale della propria serie:
1. You make me happy!, da Fresh Pretty Cure!
2. Yay! Yay! Yay! (イエイ！イエイ！イエイ！?), da Smile Pretty Cure!
3. Precure 5, Full Throttle GO GO! (プリキュア５、フル·スロットルＧＯ ＧＯ！?), da Yes! Pretty Cure 5 GoGo!
4. Alright! HeartCatch Precure! (Ａｌｒｉｇｈｔ！ハートキャッチプリキュア！?), da HeartCatch Pretty Cure!
5. DANZEN! Futari wa Pretty Cure (Ver. Max Heart) (ＤＡＮＺＥＮ！ふたりはプリキュア （Ｖｅｒ．ＭａｘＨｅａｒｔ）?), da Pretty Cure Max Heart
6. Love Link (ラブリンク?), da Dokidoki! Pretty Cure
7. Makasete★Splash☆Star★ (まかせて★スプラッシュ☆スター★?), da Pretty Cure Splash☆Star
8. Wonderful↑Powerful↑Music!! (ワンダフル↑パワフル↑ミュージック！！?), da Suite Pretty Cure♪
9. Party Has Come (パーティ ハズカム?), da HappinessCharge Pretty Cure!

Inoltre sono presenti altre due canzoni: Haru no ogawa (春の小川?), eseguita da Haruka e cantata dalla sua doppiatrice Yū Shimamura, e 39 Fairies (３９フェアリーズ?), cantata da Yuka Uchiyae. La canzone Ima koko kara viene anche eseguita, all'interno del film, dalle doppiatrici delle Princess Pretty Cure e HappinessCharge Pretty Cure. Anche gli antagonisti Odoren e Utaen hanno una loro canzone, Odoren Utaen tōzoku-den (オドレン・ウタエン盗賊伝?), cantata dai rispettivi doppiatori, Atsuhiko Nakata e Shingo Fujimori.
Nella parte finale del film, infine, si esibiscono nella loro coreografia le Princess Pretty Cure su Dreaming☆Princess Precure (ドリーミング☆プリンセスプリキュア?).

## Distribuzione
Il film è stato proiettato per la prima volta nelle sale cinematografiche giapponesi il 14 marzo 2015. Il DVD e il Blu-ray sono usciti il 15 luglio 2015.

## Accoglienza
Nel primo fine settimana di proiezione, il film ha incassato la cifra di 130.336.300 yen, piazzandosi al quarto posto del box office. L'incasso totale è di 600 milioni di yen circa.

## Altri adattamenti
Un adattamento in cartaceo del film è stato pubblicato da Kōdansha il 13 marzo 2015 con ISBN 978-4-06-344617-3.